# Tautenburg
Tautenburg település Németországban, azon belül Türingiában. Lakosainak száma 276 fő (2023. december 31.). Tautenburg Schkölen és Poxdorf községekkel határos.

## Népesség
A település népességének változása:
| Lakosok száma | 285  | 287  | 283  | 282  | 276  |
|               | 2017 | 2019 | 2021 | 2022 | 2023 |